# Max Friedländer (journalist)
Max Friedländer, född 18 juni 1829 i Pleß, Oberschlesien, död 20 april 1872 i Wien, var en tysk-österrikisk publicist.
Friedländer inledde 1856 sin publicistiska verksamhet i tidningen "Presse" i Wien. Han ingick senare i nämnda tidnings redaktion och uppsatte 1864, tillsammans med Michael Etienne, Wientidningen "Neue Freie Presse" och var, tillika med denne, dess redaktör till sin död.
Friedländer väckte först uppmärksamhet genom sina nationalekonomiska artiklar, sedan kämpade han för införandet av en konstitutionell författning i Österrike och blev en auktoritet för det tysk-österrikiska författningspartiet. Han förde en ivrig strid mot det klerikal-feodala partiet.